# Municipio de Cihuatlán
El municipio de Cihuatlán (del náhuatl: cihuatl, tlan ‘mujer, mujeres, lugar’‘Lugar de mujeres’) es un municipio de la región Costa Sur del estado de Jalisco, México, su cabecera es la localidad de Cihuatlán. Se encuentra aproximadamente a 201 km al suroeste de Guadalajara. Según el Censo de Población y Vivienda de 2020, el municipio tenía 40 139 habitantes. Su nombre se interpreta como "Lugar de Mujeres". Su extensión territorial es de 713.70 km² y la población se dedica principalmente al sector terciario.

## Toponimia
La palabra proviene de la unión de los vocablos náhuatl, cíhuatl (mujer) y tlan (sitio); lo cual se interpreta como: "lugar de mujeres" o "lugar donde abundan las mujeres".

## Historia
El poblado fue fundado a orillas del río Marabasco y dependía del cacicazgo de Cuzalapa. Habitaban en la población no menos de 500 mujeres por solo 20 hombres que cuidaban a los pocos niños que había. En la región se localizan algunos jeroglíficos, como el de la Piedra Pintada y numerosas objetos arqueológicos. En Sayulita existen montículos artificiales de tales objetos, habiendo sido encontrados: monos de barro y dos collares de cuentas metálicas.
En un informe de Hernán Cortés al rey de España con fecha de 1528, menciona la provincia de Cihuatlán afirmando que era una isla poblada de mujeres y muy rica en perlas y oro. Los asentamientos de su población más importantes se localizaban en Cihuatlán, San Patricio y Barra de Navidad, esta última fue escenario de un acontecimiento histórico ya que de ese lugar zarpó la expedición que conquistó las Islas Filipinas en 1565; el judío Juan Pablo Carrión armó en Barra de Navidad las 4 naves en 1564 partieron hacia Filipinas, llevando como piloto mayor al gran marino Andrés de Urdaneta y a su paisano Miguel López de Legaspí como capitán general.
En 1564 se desmanteló el astillero, queda despoblada Navidad y ahí quedó una cruz grande que los oficiales habían colocado al iniciar sus trabajos. En 1587 desembarcó el corsario holandés Francisco Cambrio y viendo la cruz derribó sobre ella la galera y le prendió fuego, a la novedad vinieron los vecinos y entre las cenizas hallaron la cruz y vieron que el fuego la había respetado y que su sombra estaba perfilada por bellas y aromáticas rosas que guardaron con veneración. Anton Chavarría se llevó a Autlán el pie de la cruz y la colocó en la capillita del rancho.
El 21 de julio de 1862 el barco norteamericano "Puertas de Oro", era pasto de las llamas y trataba infructuosamente de tomar tierra en las proximidades de la desembocadura del Marabasco. No hubo sobrevivientes y las olas trajeron a la playa los cadáveres y despojos. El barco venía del sur y traía muchos pasajeros y un millón de dólares en oro; en varias ocasiones se ha tratado de rescatar el tesoro y se cree que algunos de los fuertes capitales que se han movido en el poblado proceden de los billetes que arrojó el mar.
El 29 de septiembre de 1865 el poblado sufrió gran inundación, llamada por los antiguos "borrasca". Se inundó el valle y la corriente se llevó al poblado; al bajar las aguas los sobrevivientes vieron que el río que antes pasaba lejos, ahora iba por el centro de la plaza.
El 20 de febrero de 1867 la mitra de Guadalajara ordenó al párroco de Cihuatlán, Rafael N. Murguía, que escogiera un lugar alto y salubre para fundar el nuevo poblado, se escogió el sitio actual. Se desconoce la fecha del traslado y el nombre de sus fundadores, pero se sabe que eran tierras de Marcelino Maldonado, un vecino de Autlán.
Desde 1824 perteneció al 6 cantón de Autlán hasta 1904. El 12 de septiembre de 1904 por decreto número 1059 se erige en municipio la comisaría de Cihuatlán.

## Descripción geográfica

### Ubicación
El municipio de Cihuatlán se localiza en la región Costa Sur del estado de Jalisco. Sus municipios colindantes son Cuautitlán de García Barragán y La Huerta del lado jalisciense y del colimense limita con Manzanillo. . Tiene una extensión territorial de 695.59 kilómetros cuadrados.
Tiene límites administrativos con los siguientes municipios y/o accidentes geográficos, según su ubicación:
|                           | Norte: La Huerta, Cuautitlán de García Barragán |                                                          |
| Oeste: La Huerta          |                                                 | Este: Cuautitlán de García Barragán, Manzanillo (Colima) |
| Suroeste: Océano Pacífico | Sur: Manzanillo (Colima)                        |                                                          |

## Medio físico
El 46% del municipio tiene terrenos montaños y la roca predominante es granito (60.3%), rocas ígneas intrusivas ácidas. El suelo predominante es el regosol (61.9%), son de poco desarrollo, claros y pobres en materia orgánica pareciéndose bastante a la roca que les da origen. Ahora, la selva (64.3%) es el uso de suelo dominante en el municipio.

### Hidrografía
Los tipos de recursos hídricos del municipio están constituidos por aguas subterráneas, ríos y lagos. El territorio está ubicado dentro de 6 acuíferos de los cuales el 97.3% no tienen disponibilidad y el 2.7% se encuentra con disponibilidad de agua subterránea.

El territorio municipal está dentro de las cuencas Río Marabasco A, Río Marabasco B, Río Purificación de las cuales el 100.0% tienen disponibilidad y el 0% presentan déficit de disponibilidad de agua superficial.

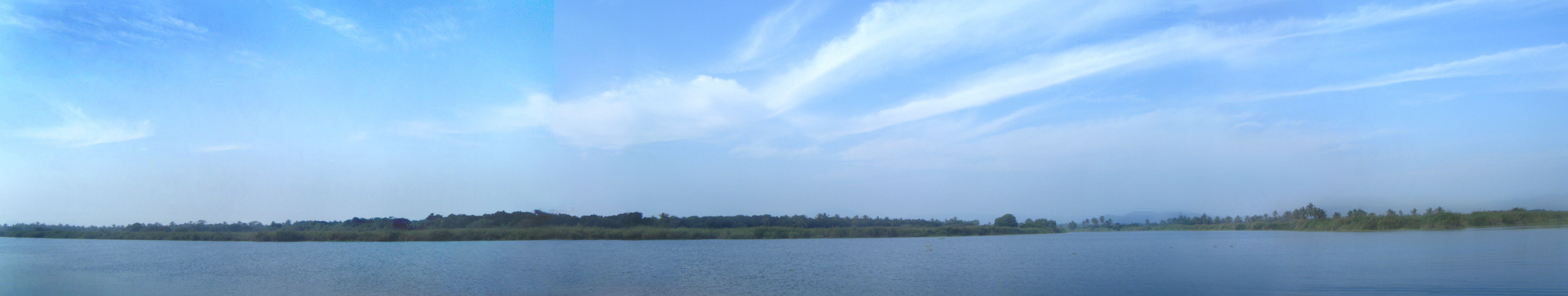
Río Marabasco.

El municipio pertenece a la región hidrológica Costa de Jalisco. Sus recursos hidrológicos son proporcionados principalmente por el río Marabasco que sirve de límite con el estado de Colima, y de los arroyos: Seco, lindero, Las Truchas, Aguacatera, Asadero y Las Mulas. También posee algunos manantiales como: El  Organito, Palo solo, Jaluco, Agua Blanca, El Amolón, Santa María Corralito y María Antonia. Cuenta con las lagunas y presas: Navidad, Santa María, Corralito y Antonia.

### Clima, temperatura y precipitación
La mayor parte del municipio tiene un clima cálido subhúmedo. La temperatura media anual es de 25.8 °C, y su temperatura mínima y máxima promedio oscila entre los 17.1 °C y 35.7 °C. La precipitación media anual es de 1,101 milímetros (mm) mientras que la precipitación promedio acumulada es de 772.10 mm.  El régimen de lluvias se registra en junio, julio y agosto. Los días nublados en promedio resultan de 80 mm, no registrándose días con heladas. Los vientos dominantes son en dirección del norte al sur.

## Flora y fauna

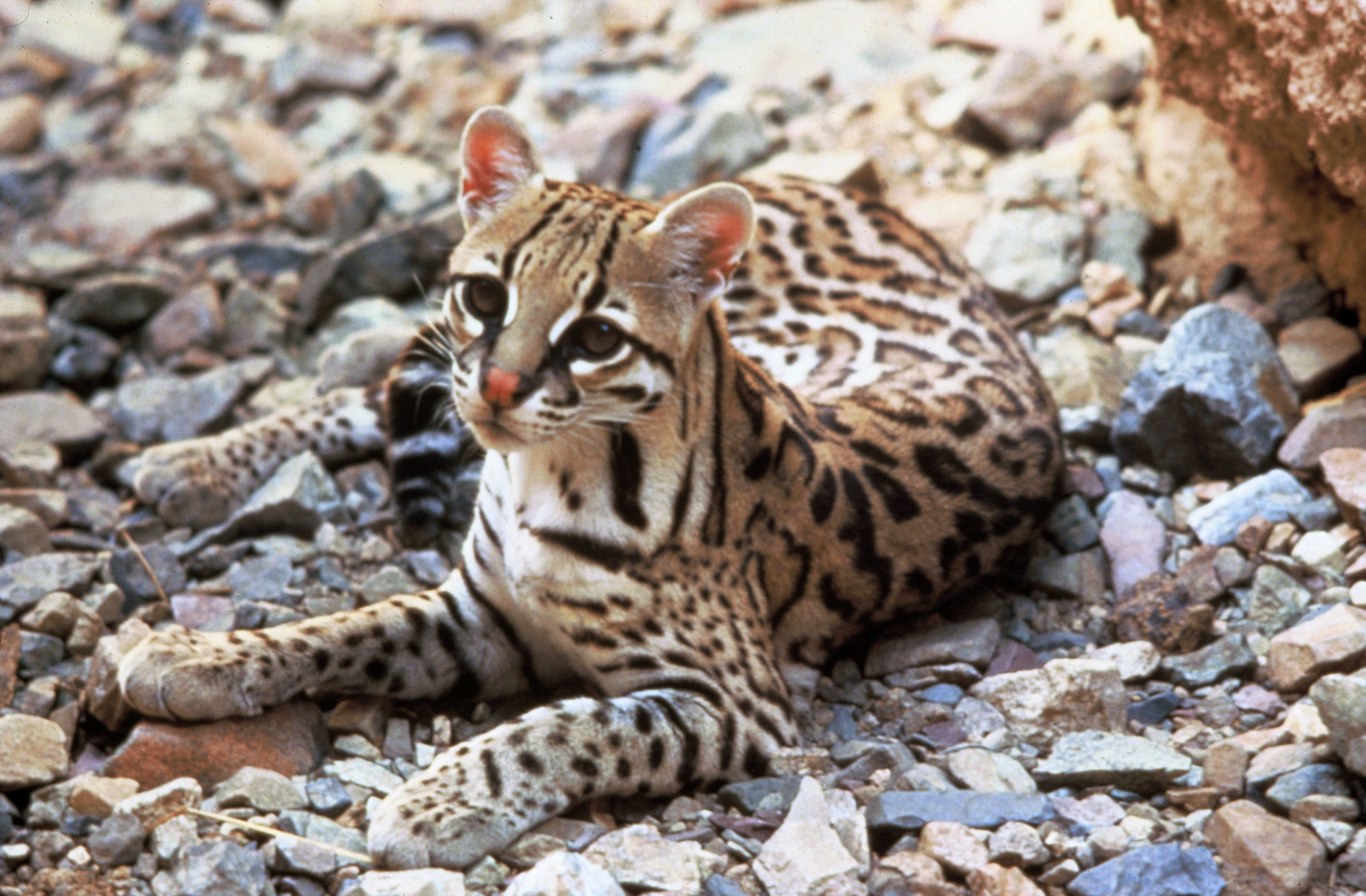
El ocelote habita en el municipio.

Su vegetación está compuesta por tules, lirios verdolagas de agua, palmeras, flor de pato, guamúchil, mango, pino, encino, oyamel, caoba, nogal y cedro.
El jabalí, el venado, el ocelote, la iguana, el mapache, la serpiente y el perico son algunos de los animales que habitan en esta región.

## Áreas naturales protegidas
Cihuatlán cuenta con 3.9% de humedales,1.0% de sitios ramsar o humedales de importancia internacional y 0.9% de manglares. El territorio municipal no cuenta con alguna ANP tipificada. 

## Sequía
A nivel municipal la sequía severa es la que tiene una mayor distribución con un 30.7%, siguiendo la sequía extrema y después la moderada con 30.2% y 29.8% respectivamente.

## Infraestructura
El municipio cuenta con 16 servicios públicos, de los cuales destacan 67 escuelas, seguido de 32 templos e instalaciones deportivas o de recreación con 28.

### Salud
De acuerdo con los registros de la secretaría de salud, en el municipio se encuentran 13 unidades de servicio de salud como lo son consultorios, hospitales generales y especializados, oficinas administrativas, farmacias, laboratorios, unidades de medicina familiar, de especialidades médicas y móviles. De las cuales 9 corresponden a la Secretaría de Salud (SSJ), 2 unidades de salud son del Instituto Mexicano del Seguro Social (IMSS) y 1 módulo del Instituto de Seguridad y Servicios Sociales para los Trabajadores del Estado (ISSSTE)

## Economía y empleo
Conforme a la información del Directorio Estadístico Nacional de Unidades Económicas (DENUE) de INEGI, el municipio de Cihuatlán cuenta con 2,988 unidades económicas al mes de mayo de 2024 y su distribución por sectores revela un predominio de establecimientos dedicados a Servicios, siendo estos el 52.51% del total en el municipio.

### Empleo
Para junio de 2024 el IMSS reportó un total de 2,149 trabajadores asegurados, lo que representó para el municipio de Cihuatlán un incremento anual de 85 trabajadores en comparación con el mismo mes de 2023, debido al alza del registro de empleo formal de algunos de sus grupos económicos principalmente el de Construcción de edificaciones y de obras de ingeniería civil. En función de los registros del IMSS el grupo económico que más empleos presentó dentro del municipio de Cihuatlán fue el de Compraventa de alimentos, bebidas y productos del tabaco, ya que en junio de 2024 registró un total de 249 trabajadores concentrando el 11.59% del total de asegurados en el municipio. El segundo grupo económico con más trabajadores asegurados fue el de Servicios de alojamiento temporal, que para junio de 2024 registró 247 trabajadores asegurados que representan el 11.49% del total de trabajadores asegurados a dicha fecha. El tercer sector con mayor porcentaje con las características antes mencionadas es el de construcción de edificaciones y de obras de ingeniería civil con un 10.9% de trabajadores asegurados.

## Demografía y localidades
El municipio de Cihuatlán pertenece a la Región Costa Sur, según el Censo de Población y Vivienda 2020, su población en ese año era de 40,139 personas; de las cuales el 49.8 por ciento eran hombres y 50.2 por ciento mujeres. Las y los habitantes del municipio representaban el 26.8 por ciento del total regional.  Comparando este volumen poblacional con el del año 2015 (41,300 habitantes), se observa que la población municipal disminuyó un 2.81 por ciento en cinco años. 

### Localidades
En 2020 Cihuatlán contaba con 62 localidades, de éstas, 9 eran de dos viviendas y 26 de una. La localidad de Cihuatlán era la más poblada, con 18,787 personas, que representaban el 46.8% de la población del municipio; le seguía San Patricio (Melaque) con el 17.3%, Barra de Navidad con el 10.6%, Jaluco con el 8.8% y Emiliano Zapata (El Ranchito) con el 5.6% del total municipal.
| Código INEGI      | Localidad         | Población (2020) |
| ----------------- | ----------------- | ---------------- |
| 140220001         | Cihuatlán         | 18 787           |
| 140220033         | San Patricio      | 6 958            |
| 140220006         | Barra de Navidad  | 4 266            |
| 140220016         | Jaluco            | 3 536            |
| 140220009         | Emiliano Zapata   | 2 255            |
| 140220002         | El Aguacate       | 1 056            |
| Otras localidades | Otras localidades | 3 281            |
| Total municipal   | Total municipal   | 40 139           |

## Migración
El índice de intensidad migratoria se ubicó en 63.41 puntos lo que representa un grado de intensidad migratoria bajo.

## Pobreza por carencia social
Respecto a las carencias sociales en 2020, destaca que el indicador de carencia por acceso a la seguridad social es el acceso a la seguridad social, con un 70 por ciento, que en términos absolutos representa 29,690 habitantes. En contraste, el que menos proporción de población presentó fue el de acceso a los servicios básicos en la vivienda, con el 7.6 por ciento. Otros indicadores como acceso a servicios de salud, rezago educativo, calidad y espacio de la vivienda y acceso a la alimentación se ubicaron en 31, 21, 14 y 18 por ciento siguiendo el orden.

## Religión
El 92,26 % profesa la religión católica; sin embargo, también hay creyentes de los Testigos de Jehová, Evangélicos, Adventistas del Séptimo Día, mormones y otras doctrinas. El 2,32 % de los habitantes ostentaron no practicar religión alguna.

## Índice de desarrollo municipal (IDM)
Cihuatlán obtiene un desarrollo institucional Alto con un IDM-I de 68.4.

## Promedio mensual de carpetas de investigación
Durante el periodo de junio 2023 a mayo de 2024, se abrieron un total de 464 carpetas de investigación con un promedio mensual de 39 carpetas abiertas en donde el delito con mayor investigación fue la violencia familiar. 

## Cultura

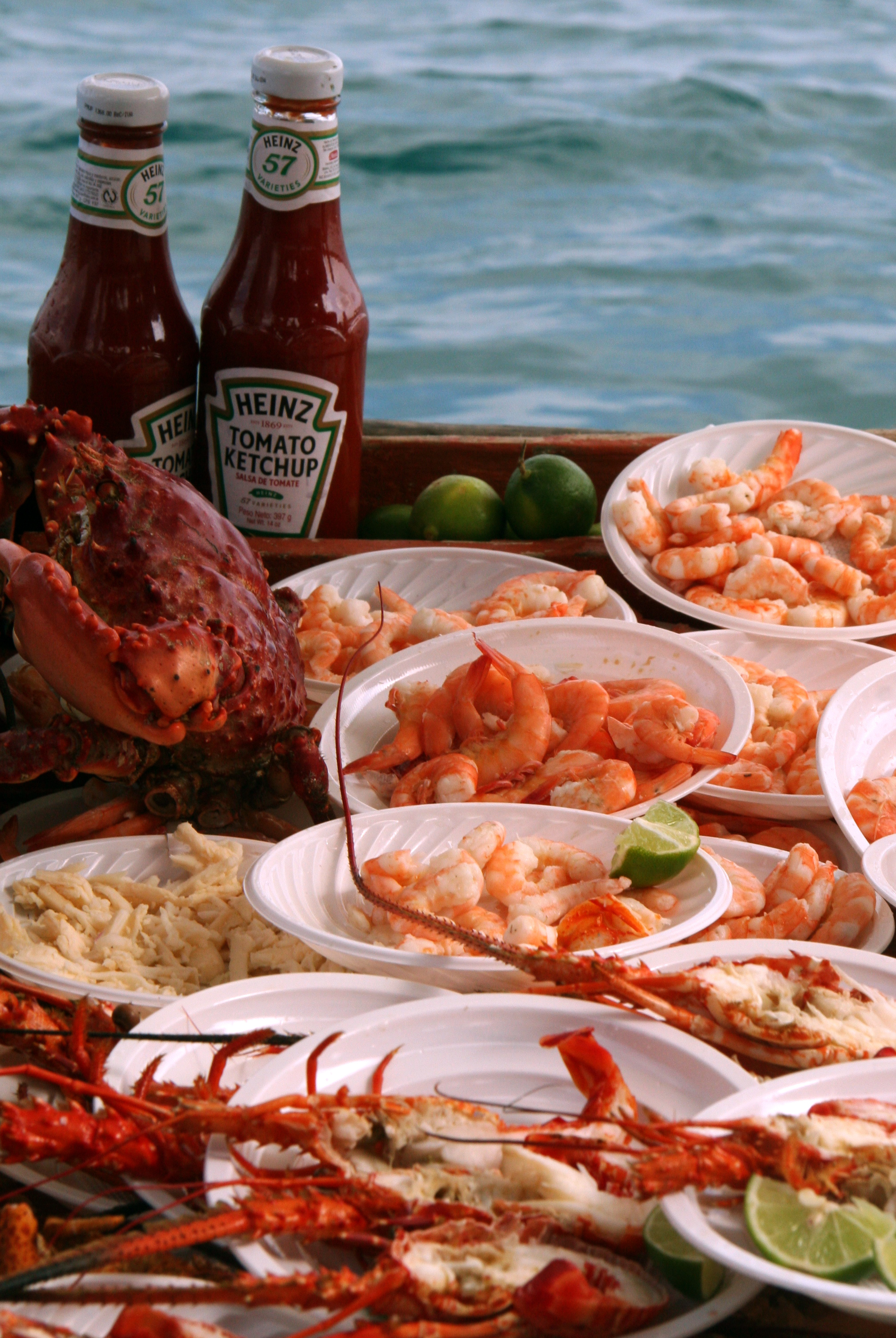
Los mariscos forman parte de la gastronomía del municipio.

- Artesanías: Elaboración de: Huaraches, productos de concha y coral, tallado de madera, trabajos con estopa, cocos gimados en figuras, talabartería, cántaros de barro y otros.
- Arqueología: En la Piedra Pintada se encuentran petroglifos de figuras de hombres, aves, flores y círculos concéntricos.
- Gastronomía: De sus alimentos destaca el pozole,  birria, cihuatleca, el pescado, mariscos y sopa de arroz; de sus dulces, el dulce de coco y tamarindo; y de sus bebidas, el agua de coco.

### Sitios de interés
| Parques y reservas - Playa Cuestecomate. - Cascada Del Muerto. - Laguna Del Tule. - Bahía de Navidad. - Laguna de Barra de Navidad. |  | Artesanías - Convento franciscano. - Parroquia de la Santa Cruz. - La Piedra Pintada. |

### Fiestas
Fiestas civiles
- Aniversario de la Independencia de México: 16 de septiembre.
- Aniversario de la Revolución mexicana: El 20 de noviembre.
- Ferias taurinas: Del 27 de abril al 8 de mayo.
- Fiestas populares: Del 24 de abril al 4 de mayo.

Fiestas religiosas
- Semana Santa: Jueves y Viernes Santos.
- Fiesta en honor de la Virgen de Guadalupe: del 1 al 12 de diciembre.
- Fiesta en honor de San Patricio de Melaque: 17 de marzo.
- Fiesta en honor de la Santa Cruz: 3 de mayo.
- Fiesta de Navidad del 24 al 25 de diciembre.

### Personas destacadas
- Gregorio Contreras Miranda, abogado.
- Dimas Meza Vizcarra, fue miembro de la primera Banda de Música en Cihuatlán –"Morelos"– y en la actualidad es talabartero.

## Gobierno
Su forma de gobierno es democrática y depende del gobierno estatal y federal; cada tres años se realizan elecciones en las que se elige al presidente municipal y su gabinete.
El municipio cuenta con 61 localidades, siendo las más importantes: Cihuatlán (cabecera municipal), San Patricio Melaque, Barra de Navidad, Jaluco y Emiliano Zapata.

### Presidentes municipales
| Presidente municipal           | Período               | Partido político | Notas                                                                        |
| Heliodoro Trujillo             | 1904-1911             |                  |                                                                              |
| Juan Murguía                   | 1912                  |                  |                                                                              |
| Hilarión Pardo                 | 1913                  |                  |                                                                              |
| J. Guadalupe Cárdenas          | 1919                  |                  |                                                                              |
| Tomás Huerta                   | 1920                  |                  |                                                                              |
| Elías Salas                    | 1921                  |                  |                                                                              |
| Victoriano Bobadilla           | 1922                  |                  |                                                                              |
| Tomás Huerta                   | 1923                  |                  |                                                                              |
| Marcelo García Araiza          | 1924                  |                  |                                                                              |
| J. Natividad Arreola           | 1926                  |                  |                                                                              |
| Domingo Rojas                  | 1927                  |                  |                                                                              |
| Calixto Castrejón G.           | 1928                  |                  |                                                                              |
| Nazario Pineda                 | 1929                  |                  |                                                                              |
| Jesús Morett S.                | 1930                  | PNR              |                                                                              |
| José Godoy Uribe               | 1931                  | PNR              |                                                                              |
| Everardo Hurtado               | 1932                  | PNR              |                                                                              |
| Jesús Morett                   | 1933                  | PNR              |                                                                              |
| Tomás Huerta                   | 1934                  | PNR              |                                                                              |
| Manuel González R.             | 1934                  | PNR              |                                                                              |
| Amador Araiza                  | 1935                  | PNR              |                                                                              |
| Pedro García Araiza            | 1936                  | PNR              |                                                                              |
| J. Guadalupe Cázares           | 1937                  | PNR              |                                                                              |
| Pomposo Preciado               | 1938                  | PNR              | Último período anual                                                         |
| Ramón Valencia                 | 1939-1940             | PRM              | Primer bienio                                                                |
| Luis Salaiza                   | 1941-1942             | PRM              |                                                                              |
| Amador Araiza                  | 1943-1944             | PRM              |                                                                              |
| Cosme Morán C.                 | 1945-1946             | PRM              |                                                                              |
| Abel Ochoa Huerta              | 1947-1948             | PRI              |                                                                              |
| Cosme Morán C.                 | 1949-1952             | PRI              |                                                                              |
| Pedro Corona                   | 1953-1954             | PRI              |                                                                              |
| Juan Cárdenas R.               | 1955-1956             | PRI              |                                                                              |
| Alfonso Orozco                 | 1957-1958             | PRI              | Último bienio                                                                |
| Rogelio Salas G.               | 1959-1961             | PRI              | Primer trienio                                                               |
| Cosme Morán C.                 | 1962-1964             | PRI              |                                                                              |
| Telésforo Salas F.             | 1965-1967             | PRI              |                                                                              |
| Mariano Velasco                | 1968-1970             | PRI              |                                                                              |
| J. Jesús Morett M.             | 1971-1973             | PRI              |                                                                              |
| Manuel Muñoz C.                | 1974-1976             | PRI              |                                                                              |
| Vicente Morett M.              | 1977-1979             | PRI              |                                                                              |
| Salvador Figueroa B.           | 1980-1982             | PRI              |                                                                              |
| Alberto Macías Solís           | 1983                  | PRI              |                                                                              |
| Maximino Oregón Hernández      | 1984-1985             | PRI              |                                                                              |
| José Antonio Morán Araiza      | 1986-1988             | PRI              |                                                                              |
| Vicente Barrientos Díaz        | 1989-1992             | PRI              |                                                                              |
| Arturo Salas Hernández         | 1992-1995             | PRI              |                                                                              |
| José Antonio Morán Araiza      | 1995-1997             | PRI              |                                                                              |
| Armando Zúñiga Cárdenas        | 01-01-1998–31-12-2000 | PRI              |                                                                              |
| Jesús Enrique Morett Mendoza   | 01-01-2001–31-12-2003 | PRI              |                                                                              |
| Martín Ortiz Quintero          | 01-01-2004–31-12-2006 | PAN              |                                                                              |
| Enrique González Gómez         | 01-01-2007–31-12-2009 | PRI              |                                                                              |
| Roberto Gallardo Ruiz          | 01-01-2010–30-09-2012 | PAN              |                                                                              |
| Jesús Huerta Aguilar           | 01-10-2012–30-09-2015 | PAN              |                                                                              |
| Fernando Martínez Guerrero     | 01-10-2015–31-03-2018 | MC               | Pidió licencia para buscar la reelección, que logró, luego de mudarse al PRD |
| Carlos Alfonso Rodarte Vázquez | 01-04-2018–19-07-2018 | MC               | Interino                                                                     |
| Fernando Martínez Guerrero     | 20-07-2018–30-09-2018 | PRD              | Reasumió el cargo de presidente municipal                                    |
| Fernando Martínez Guerrero     | 01-10-2018–30-09-2021 | PRD              | Fue reelegido el 1 de julio de 2018                                          |
| Jorge Eliseo Salas Chávez      | 01-10-2021–           | MC               |                                                                              |

## Hermanamientos
|  | - Aquila México (1972) - Vigan Filipinas (2012) - Tonalá México (2013) |